# Hermine Hug-Hellmuth

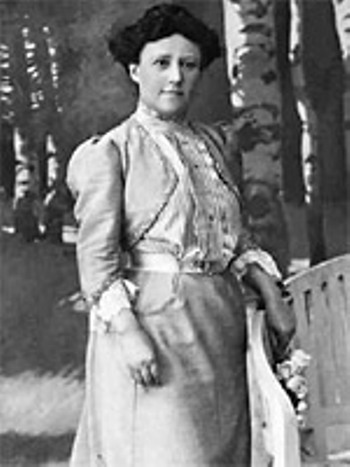
Hermine Hug-Hellmuth (ohne Jahr, ohne Quelle)

Hermine Hug-Hellmuth (* 31. August 1871 in Wien, Österreich-Ungarn, als Hermine Hug Edle von Hugenstein; † 9. September 1924 ebenda) war eine österreichische Wegbereiterin der Kinderpsychoanalyse. Als Leiterin der Erziehungsberatungsstelle in Wien setzte sie schon in den späten 1910er und frühen 1920er Jahren das Spielen im diagnostischen und therapeutischen Prozess ein; sie wurde von Sigmund Freud gefördert und war neben Helene Deutsch eine der ersten Frauen unter seinen Schülern. Ihre Ermordung durch ihren Ziehsohn Rudolf erregte seinerzeit großes Aufsehen, da der Mörder die Psychoanalyse als Motiv für sein Handeln angab.

## Leben und Werk
Hermines Vater Hugo Hug Ritter von Hugenstein war Oberstleutnant im Kriegsministerium († 1898), die Mutter Ludowica, geb. Leiner, Lehrerin und Musikerin, starb 1883. Im Gründerkrach von 1873 verlor die Familie Hugenstein ihr Vermögen.
Nach dem Tod der Mutter besuchte Hug-Hellmuth die öffentliche Schule. Anschließend absolvierte sie in Wien die Lehrerinnenbildungsanstalt. Sie wurde zunächst Volksschullehrerin. Am 7. Juli 1899 wurde sie vom Wiener Stadtrat zur Bürgerschullehrerin an einer Mädchenbürgerschule ernannt.
Um 1913 fungierte sie als Herausgeberin und verantwortliche Redakteurin der Zeitschrift Postanstaltsbeamtin. Unabhängiges Organ der Postmeisterinnen, Postexpedientinnen, Postoffiziantinnen und Postaspirantinnen Oesterreichs.
Ab 1897 studierte Hug-Hellmuth an der Universität Wien Philosophie, nachdem sie im Privatstudium die erforderliche Gymnasialmatura erworben hatte. Nach einem Wechsel ins Fach Physik schloss sie dieses Studium 1908 mit einer Promotion mit dem Titel Untersuchungen über die physikalischen und chemischen Eigenschaften der radioaktiven Niederschläge an der Anode und Kathode ab. 1906 absolvierte sie eine Analyse bei Isidor Sadger. 1911 begann sie in psychoanalytischen Fachzeitschriften zu publizieren. 1913 nahm sie erstmals an den Sitzungen der Wiener Psychoanalytischen Vereinigung teil und wurde ordentliches Mitglied. Ab 1919 arbeitete Hug-Hellmuth an der heilpädagogischen Abteilung der Wiener Kinderklinik und führte dort Analysen durch. Am 6. Internationalen Psychoanalytischen Kongreß 1920 in Den Haag hielt sie den Vortrag „Zur Technik der Kinderanalyse“, der im darauffolgenden Jahr in der Internationalen Zeitschrift für Psychoanalyse erschien. 1921 hielt sie pädagogische Kurse an der psychoanalytischen Poliklinik in Berlin. 1922 gab sie das Seminar „Über pädagogische Fragen“ und „Kinderpsychologie für Anfänger“ für Angehörige sozialer und pädagogischer Berufe in der Wiener Urania. Ab 1923 leitete sie die neugegründete Erziehungsberatungsstelle des psychoanalytischen Ambulatoriums in Wien.
Nach dem Tod ihrer Halbschwester Antonie 1915 nahm sich Hermine Hug-Hellmuth deren Sohnes Rudolf an. Da es Frauen seinerzeit nicht möglich war, die Vormundschaft für ein Kind zu übernehmen, wurde Isidor Sadger, ihr früherer Analytiker, als Vormund eingesetzt. Zuvor waren bereits drei andere Vormunde eingesetzt gewesen, unter ihnen der 1919 verstorbene Psychoanalytiker Victor Tausk. Das Verhältnis von Tante und Neffe war von starker Ambivalenz geprägt. Nachdem der Neffe vier Jahre bei ihr gewohnt hatte, verwies sie ihn des Hauses, da er ihr Geld gestohlen hatte.

## Tagebuch-Skandal
1919 erschien anonym das Tagebuch eines halbwüchsigen Mädchens, das von Hug-Hellmuth herausgegeben wurde. In der Öffentlichkeit breit diskutiert und von Sigmund Freud als „kleines Juwel“ gewürdigt, wurde seine Authentizität jedoch unter anderem von Charlotte Bühler angezweifelt. Das Buch, erschienen im Internationalen Psychoanalytischen Verlag, war mit einer Gesamtauflage von 10.000 Exemplaren sehr erfolgreich. 1927 wurde es auf Initiative von Sigmund Freud aus dem Buchhandel zurückgezogen.

## Todesumstände
Kurz nach Vollendung ihrer Arbeit Neue Wege zum Verständnis der Jugend wurde Hermine Hug-Hellmuth von ihrem Neffen und Ziehsohn Rudolf Otto Hug in der Nacht vom 8. auf den 9. September 1924 in ihrem Haus in der Lustkandlgasse ermordet, als dieser auf der Suche nach Geld in ihre Wohnung einbrach.
Als Hermine Hugs Hausangestellte am 9. September um 9.00 Uhr die Wohnung öffnen wollte, fand sie die Haustür von innen mit einer Kette versperrt vor. Besorgt ließ sie die Tür von einem Schlosser gewaltsam öffnen, woraufhin die nur mit einem Hemd bekleidete Hermine Hug leblos aufgefunden wurde. Die Umstände ihres Todes waren zunächst unklar. Im Mund der Toten steckte ein Taschentuch, das vermutlich als Knebel gedient hatte.
Rudolf Otto Hug wurde zu zwölf Jahren Gefängnis verurteilt. Im Prozess sagte der Mörder aus, dass es einerseits um Geldforderungen, andererseits um die Beschäftigung der Hug-Hellmuth mit der Psychoanalyse gegangen sei. Die Tante habe ihn in seiner Kindheit und Jugend analysiert. Nach seiner Entlassung versuchte er, als Opfer der Psychoanalyse von der Wiener Psychoanalytischen Vereinigung eine Entschädigung zu erwirken.
In der psychoanalytischen Szene führte der Mord zu großem Entsetzen. Da Hug-Hellmuth keine Ärztin war und damit als Laienanalytikerin galt, verwandten die Gegner der Laienanalyse den Mord als Argument für ihre Position. Hermine Hug-Hellmuth geriet samt ihren Arbeiten in Vergessenheit.
Die Pionierarbeiten der Hermine Hug-Hellmuth auf dem Gebiet der Kinderanalyse beruhten vielfach auf ihren Untersuchungen an ihrem Neffen, den sie „prophylaktisch“ analysierte, obwohl sie eine nahe Angehörige des Kindes war. Auch Melanie Klein, die sich später als eine der Gründungsfiguren der Kinderanalyse einen Ruf erwarb, analysierte ihre eigenen Kinder. Eine derartige Vermischung von Elternschaft und psychotherapeutischem Handeln wird inzwischen als ein inakzeptables Vorgehen betrachtet.

## Schriften (Auswahl)
- Über Farbenhören, in: Imago. Zeitschrift für Anwendung der Psychoanalyse auf die Geisteswissenschaften, 1912, Band I, Heft 3, S. 228–264.[14]
- Aus dem Seelenleben des Kindes. Eine psychoanalytische Studie. Leipzig/Wien 1913.[15]
- Über erste Kindheitserinnerungen, in: Imago. Zeitschrift für Anwendung der Psychoanalyse auf die Geisteswissenschaften, 1913, Band II, Heft 1, S. 78–89.[16]
- Einige Beziehungen zwischen Erotik und Mathematik, in: Imago.Zeitschrift für Anwendung der Psychoanalyse auf die Geisteswissenschaften, 1915, Band IV, Heft 1, S. 52–68.[17]
- Vom wahren Wesen der Kinderseele, in: Imago. Zeitschrift für Anwendung der Psychoanalyse auf die Geisteswissenschaften, 1917, Band V, Heft 2, S. 121–122.[18]
- als Hrsg.: Tagebuch eines halbwüchsigen Mädchens. Internationaler Psychoanalytischer Verlag, Leipzig/Wien 1919.[7]
- Zur Technik der Kinderanalyse, in:  Internationale Zeitschrift für Psychoanalyse, 1921 Band VII, Heft 2, S. 179–197.[19]
- Neue Wege zum Verständnis der Jugend. Psychoanalytische Vorlesungen für Eltern, Lehrer, Erzieher, Schulärzte, Kindergärtnerinnen und Fürsorgerinnen. Fr. Deuticke, Leipzig/Wien 1924.